# Tijana Bogićević
Tijana Bogićević (in serbo Тијана Богићевић?; Novi Sad, 1º  novembre 1981) è una cantante serba.
Ha rappresentato la Serbia all'Eurovision Song Contest 2017 con la canzone In Too Deep, non riuscendo a qualificarsi per la finale.

## Biografia
Tijana Bogićević ha partecipato a Beovizija 2009, il processo di selezione per scegliere il rappresentante serbo all'Eurovision Song Contest 2009, con la canzone Pazi šta radiš, ma non si è qualificata per la finale, arrivando diciassettesima su 20 partecipanti nella semifinale. All'Eurovision Song Contest 2011 ha lavorato come corista per Nina Radojčić, la rappresentante serba, che ha cantato Čaroban.
Il 27 febbraio 2017 l'ente radiotelevisivo serbo RTS ha confermato di averla selezionata internamente come rappresentante serba per l'Eurovision Song Contest 2017. Il suo team include Borislav Milanov e Bo Persson, gli autori della canzone bulgara dell'anno precedente, If Love Was a Crime di Poli Genova, che è arrivata quarta nella finale. Il brano di Tijana, In Too Deep, è stato presentato il 6 marzo 2017. Tijana è la prima ad esibirsi nella seconda semifinale nella quale chiude 11º, a soli 3 punti dal punteggio della Danimarca, ultima a qualificarsi.

## Discografia

### Album in studio
- 2018 – Čudo
- 2022 – Blizu

### Singoli
- 2009 – Pazi šta radiš
- 2010 – Tražim
- 2012 – Kada nisi tu
- 2013 – Čudo
- 2013 – Palim se na tebe (con Flamingosi)
- 2014 – Tijanina
- 2014 – Stradam
- 2014 – Sam od sutra
- 2014 – Još jednom (con Aleksa Jelić)
- 2015 – Nekako nikako
- 2017 – In Too Deep
- 2017 – Ti imaš pravo